# Papoea-kunst in het Rijksmuseum
Papoea-kunst in het Rijksmuseum was een tentoonstelling die van 22 juni tot en met 25 september 1966 op de vloer stond in het Rijksmuseum in Amsterdam.
De opzet van deze tentoonstelling was om de beste en meest bijzondere stukken uit de Nederlandse museumcollecties te tonen. De bruikleengevers waren het Rijksmuseum voor Volkenkunde in Leiden, het Tropenmuseum in Amsterdam, het Museum voor Land- en Volkenkunde in Rotterdam, het Missiemuseum Steyl en het Volkenkundig Museum 'Justinus van Nassau' in Breda. Deze grote overzichtstentoonstelling kon tot stand komen omdat in de werkzaamheden rond de interne verbouwing van het Amsterdamse Rijksmuseum onverwacht een lange pauze moest worden ingelast, maar de - nog niet geheel voltooide - hal kon al wel ruimte bieden een grote expositie. De voornaamste drijfveer om juist de kunst van Nieuw-Guinea in een grote overzichtstentoonstelling te tonen, was het feit dat de Nederlandse volkenkundige musea de afgelopen jaren spectaculaire collecties hadden kunnen verwerven dankzij Carel Groenevelt, een beroepsverzamelaar die op Nieuw-Guinea had gecollectioneerd voor het Tropenmuseum en het Museum voor Land-en Volkenkunde, en de Zwitserse volkenkundige Paul Wirz die vooral de verzameling van het Tropenmuseum had verrijkt met schenkingen en langdurige bruiklenen van objecten, afkomstig uit het oostelijke, toen Australische deel van het eiland.
De overzichtstentoonstelling van de kunst uit Nieuw-Guinea was de eerste in haar soort in Nederland en een groot succes. Zwitserland had in 1962 voor Europa de primeur gehad met de tentoonstelling Kunst aus Neuguinea in de Basler Kunsthalle in Bazel.

## Catalogus
- S. Kooijman, Papoea-kunst in het Rijksmuseum. Amsterdam: Rijksmuseum, 1966.